# Афганистан на зимних Азиатских играх 2011
Афганистан принял участие в 7-х зимних Азиатских играх, проводившихся в 2011 году в Астане и Алма-Ате, отправив одного спортсмена, участвовавшего в соревнованиях по лыжным гонкам. По результатам Игр сборная Афганистана не завоевала ни одной медали.

## Лыжные гонки
| Дисциплина                      | Спортсмен | Результат            | Место |
| ------------------------------- | --------- | -------------------- | ----- |
| Свободный стиль, 15 км, мужчины | Омар Рона | 1:27:32.9 (+38:01.9) | 7     |